# Shania Mottley
Shania Mottley (* 2010) ist eine barbadische Leichtathletin, die sich auf den Hochsprung spezialisiert hat.

## Sportliche Laufbahn
Erste internationale Erfahrungen sammelte Shania Mottley bei den CARIFTA Games 2025 in Port of Spain, bei denen sie mit übersprungenen 1,71 m die Silbermedaille in der U17-Altersklasse gewann. Zudem belegte sie im Dreisprung mit 10,50 m den achten Platz.
2024 wurde Mottley barbadische Meisterin im Hochsprung.

## Persönliche Bestleistungen
- Hochsprung: 1,71 m, 19. April 2025 in Port of Spain
- Dreisprung: 10,50 m (+0,3 m/s), 21. April 2025 in Port of Spain